# Corteolona
Corteolona – miejscowość i gmina we Włoszech, w regionie Lombardia, w prowincji Pawia.
Według danych na rok 2004 gminę zamieszkiwały 1904 osoby, 190,4 os./km².